# Stilbella flavipes
Stilbella flavipes är en svampart som först beskrevs av Peck, och fick sitt nu gällande namn av Seifert 1985. Stilbella flavipes ingår i släktet Stilbella, ordningen köttkärnsvampar, klassen Sordariomycetes, divisionen sporsäcksvampar och riket svampar.   Inga underarter finns listade i Catalogue of Life.